# 蒋科律
蒋科律（1985年4月29日—），男，江苏无锡人，中国男子击剑运动员、教练员，曾参加2012年伦敦奧運會劍擊男子團體佩劍比賽。夫人朱敏也是击剑运动员。

## 生平
1985年生于江苏省无锡市。就读于东湖塘中心小学。期间被击剑教练陈玮选中，进入市队。一年后便入选江苏省集训队。在2002年第十五届省运会上，为无锡代表团独得2枚金牌。2003年正式进入省队，2004年入选国家队。
2005-06赛季总积分8分，排名世界第126位。2007年3月，在保加利亚普罗夫迪夫举行的世界男子佩剑大奖赛的比赛中，积28分取得第7名。2009年在十一运会男子佩剑个人决赛中，以6比15不敌天津队的王敬之而获得亚军。2010年7月在韩国首尔击剑亚洲锦标赛中，以7比15不敌韩国名将吴恩锡，无缘决赛。2010年11月22日，参加广州亚运会男子佩剑团体决赛，以45比44艰难战胜韩国队，获得金牌。同年底，队友做媒，蒋科律和同是击剑运动员的朱敏走到了一起。2011年，两人领取了结婚证。2011年3月，在俄罗斯莫斯科国际剑联佩剑大奖赛获得55名，并在男子佩剑团体赛以45比44打败俄罗斯队获得冠军。同年7月8日，获得2011年亚洲击剑锦标赛男子佩剑个人赛第15名。同年10月，获得2011年世界击剑锦标赛男子佩剑个人赛第38名。2012年夏，参加伦敦奧運會劍擊男子團體佩劍比賽，获得第6名。
现为无锡市体育局击剑教练。